# Archipel de la Nouvelle-Calédonie
L’archipel de la Nouvelle-Calédonie, ou archipel de la Grande Terre (du nom de son île principale), est un arc insulaire de la mer de Corail et du sud-ouest de l'océan Pacifique. Il est la composante principale de la collectivité française de Nouvelle-Calédonie qu'il forme avec les archipels voisins des îles Loyauté (à une centaine de kilomètres à l'est, îles de calcaire corallien édifiées au-dessus d'anciens volcans effondrés par bombement de la plaque océanique à proximité de la zone de subduction des Nouvelles-Hébrides), des îles Chesterfield (à 550 km au nord-ouest, récifs et ilots affleurant du plateau océanique) et des îles Matthew et Hunter (respectivement à 450 et 520 km à l'est, îlots volcaniques qui forment l'extrémité sud de l'arc des Nouvelles-Hébrides).

## Composition
L'archipel comprend quatre ensemble principaux (formant un total d'environ 16 600 km2) ayant la même origine géologique et enfermés dans un vaste lagon de 24 000 km2 par 1 600 km de récifs (le deuxième au monde après la Grande barrière de corail) situés entre 10 et 50 km de côte et s'étalant du sud-est au nord-ouest 680 km :
- la Grande Terre, ou ce qui était historiquement dénommé « Nouvelle-Calédonie », de loin la plus grande île (avec 16 346 km2 soit 98,5 % du total),
- l'île des Pins dans son prolongement sud-est, deuxième île de l'arc insulaire (152,3 km2),
- les îles Belep (69,5 km2) au nord-ouest de la Grande Terre, la grande île Art (la seule habitée et dont le chef-lieu est Waala), de la petite île Pott voisine, de Dau Ac, et des îlots rocheux Daos nord et sud,
- les récifs d'Entrecasteaux, inhabités, à 180 km de la pointe nord-ouest de la Grande Terre, dans le prolongement des îles Belep desquelles ils sont séparés par le « Grand Passage », détroit de 500 à 600 mètres de fond. Il comprend les atolls de Huon, de la Surprise (les deux plus importants, avec les îles Fabre, Huon, Le Leizour et Surprise[1]), Pelotas et du Portail[2], ainsi que les récifs Guilbert et du Mérite[3]. Ils constituent la limite nord du lagon de la Nouvelle-Calédonie.

## Formation
L'archipel est un morceau de la plaque australienne, détachée du supercontinent Gondwana au Crétacé (il y a environ 70 millions d'années), et dont la formation s'est faite par une série de plissements de la plaque, dont le dernier s'est produit aux âges éocène et oligocène (entre environ 53 et 26 Ma), expliquant la multiplicité des types et âges de sol : à la fois formations sédimentaires et volcaniques s'étalant du Permien (299 à 251 Ma) au Tertiaire (entre 65 et 1,5 Ma).
Les transformations géologiques de la fin du Tertiaire ont permis à l'archipel d'avoir l'un des plus importants ensembles de roches ultramafiques ou ultrabasiques (péridotites, qui s'étendent sur 5 500 km2 dans le tiers sud-est et certaines zones le long de la côte ouest de la Grande Terre tout en formant la totalité des îles Belep et la quasi-totalité de l'île des Pins) au monde, derrière celui d'Oman, et est à l'origine de la richesse particulière en nickel du sous-sol. Ces péridotites sont nées de l'obduction du manteau poussé au-dessus des autres terrains lors du dernier plissement. S'y ajoutent des substrats basaltiques issus d'une obduction antérieure du plancher océanique sur la côte ouest de la Grande Terre (essentiellement la nappe dite de Poya). Enfin, les conditions extrêmes de températures et de pressions causées par les collisions de plaque ont transformé une partie des roches sédimentaires et magmatiques par métamorphisme, essentiellement dans le nord-est de l'île principale (unités du Diahot et de Pouébo) mais aussi dans une bonne partie du sud-est (serpentinites nées du métamorphisme hydrothermal des péridotites), créant des schistes et micaschistes ainsi que des schistes bleus en importantes quantités,.
Il est à noter que l'ensemble de l'archipel formait une île unique durant la glaciation de Würm au Pléistocène à la fin du Quaternaire (entre 115 000 ou 75 000 BP et 10 000 BP), l'abaissement du niveau de la mer né du refroidissement et de l'augmentation de la masse des glaciers ayant permis l'émersion du plateau récifal, qui s'est de nouveau retrouvé immergé après la fin de l'ère glaciaire. La barrière de corail témoigne d'ailleurs de l'emplacement des anciens rivages de cette vaste terre.